# In Spite of All (film 1915)
In Spite of All è un cortometraggio muto del 1915 diretto da Ashley Miller.

## Produzione
Il film fu prodotto dalla Edison Company.

## Distribuzione
Distribuito dalla General Film Company, il film - un cortometraggio in tre bobine - uscì nelle sale cinematografiche USA il 1º marzo 1915.